# Eublemma scituloides
Eublemma scituloides là một loài bướm đêm trong họ Erebidae.